# Juan Ibáñez
Juan Ibáñez est un réalisateur mexicain né le 20 mars 1938 à Mexico et mort le 12 décembre 2000  dans cette même ville.

## Filmographie partielle
- 1968 : Fear Chamber (en) coréalisé avec Jack Hill
- 1970 : La generala (es)
- 1971 : The Incredible Invasion coréalisé avec Jack Hill
- 1971 : La muerte viviente (ou Isle of the Snake People) coréalisé avec Jack Hill
- 1972 : Macabre sérénade (en) (House of Evil) coréalisé avec Jack Hill
- 1978 : Divinas palabras